# GP西フランス・プルエー2013
GP西フランス・プルエー2013は、GP西フランス・プルエーの77回目のレース。2013年9月1日に行われた。

## 参加チーム
UCIプロチーム
| チーム名                         | 国籍           | コード |
| -------------------------------- | -------------- | ------ |
| AG2R・ラ・モンディアル           | フランス       | ALM    |
| アルゴス・シマノ                 | オランダ       | ARG    |
| アスタナ                         | カザフスタン   | AST    |
| ベルキン                         | オランダ       | BEL    |
| BMC・レーシングチーム            | アメリカ合衆国 | BMC    |
| キャノンデール                   | イタリア       | CAN    |
| エウスカルテル・エウスカディ     | スペイン       | EUS    |
| FDJ.fr                           | フランス       | FDJ    |
| ガーミン・シャープ               | アメリカ合衆国 | GRS    |
| カチューシャ                     | ロシア         | KAT    |
| ランプレ・メリダ                 | イタリア       | LAM    |
| ロット・ベリソル                 | ベルギー       | LTB    |
| モビスター・チーム               | スペイン       | MOV    |
| オリカ・グリーンエッジ           | オーストラリア | OGE    |
| オメガファーマ・クイックステップ | ベルギー       | OPQ    |
| レディオシャック・レオパード     | ルクセンブルク | RLT    |
| チーム・サクソ - ティンコフ      | デンマーク     | TST    |
| チームスカイ                     | イギリス       | SKY    |
| ヴァカンソレイユ・DCM            | オランダ       | VCD    |

招待チーム
- ブルターニュ - セシェ・アンヴィロヌマン　（ フランス、BSE）
- コフィディス　（ フランス、COF）
- ヨーロッパカー　（ フランス、EUC）
- IAM　（ スイス、IAM）
- ソジャスュン　（ フランス、SOJ）

## 成績
- プルエイ発着。243km

| 順位 | 選手名                   | 国籍       | チーム                       | 時間          |
| ---- | ------------------------ | ---------- | ---------------------------- | ------------- |
| 1    | フィリッポ・ポッツァート | イタリア   | ランプレ・メリダ             | 5時間59分54秒 |
| 2    | ジャコモ・ニッツォロ     | イタリア   | レディオシャック・レオパード | 同            |
| 3    | サミュエル・デュムラン   | フランス   | AG2R・ラ・モンディアル       | 同            |
| 4    | ユルヘン・ルラントス     | ベルギー   | ロット・ベリソル             | 同            |
| 5    | ダニエーレ・ベンナーティ | イタリア   | チーム・サクソ - ティンコフ  | 同            |
| 6    | トル・フースホフト       | ノルウェー | BMC・レーシングチーム        | 同            |
| 7    | エリア・ヴィヴィアーニ   | イタリア   | キャノンデール               | 同            |
| 8    | フランシスコ・ベントソ   | スペイン   | モビスター・チーム           | 同            |
| 9    | ボルト・ボジチュ         | スロベニア | アスタナ                     | 同            |
| 10   | ヨーン・デーゲンコルプ   | ドイツ     | アルゴス・シマノ             | 同            |